# HD 183143
HD 183143 es una estrella hipergigante situada en la constelación de Sagitta. Con una magnitud aparente de 6,86 puede ser vista a simple vista desde cielos muy oscuros y es un objeto fácil de observar con binoculares.

## Características
A pesar de ser una estrella de gran luminosidad, HD 183143 ha sido muy poco estudiada. Fue clasificada como supergigante, hasta que se encontró en 2004 que se halla a una distancia de alrededor de 2 kiloparsecs, lo cual se traduce en una magnitud absoluta de -8 y que sea una de las estrellas más luminosas al menos aparentemente de la Vía Láctea.